# カナーダ
カナーダ（Kaṇāda）は、ヒンドゥー教の聖人で、ヴァイシェーシカ学派を創始した哲学者である。ヴァイシェーシカ・スートラ（Vaiśeṣika sūtra）の編纂者。異名として、カナブジュ（Kaṇabhuj）、カナバクシャ（Kaṇabakṣa）があるが、カナーダと同様、これらは「原子を食べるもの」を意味する。ふくろうを意味するウルーカ（ulūka）というあだ名も持つ。
2つの原子による複合体（Dvyaṇuka）と3つの原子による複合体（Tryaṇuka）について言及した。恐らく紀元前2世紀頃の人であると考えられているが、紀元前6世紀に生きたとする文献もある。グジャラート州のPrabhas Kshetraで生まれたと信じられている。
彼の主な研究領域は、ある種の錬金術（Rasavāda）とされる。また彼は、Gurutva（重力）は地球上で物体が落下する原因になっていると理論化した。
多くの人は、カナーダは原子論の概念の考案者であると信じている。彼が手に食物を持って歩いていた時にこの説を閃いたという話も伝えられている。彼は手の中の食物を齧って小片を遠くに投げた時に、彼はこれ以上細かく食物を分けることはできず、それ以上分割不可能な物体が存在するというアイデアに至ったとされる。彼はこの分割不可能な物体をアヌ（Aṇu）即ち原子と呼んだ。
ヴァイシェーシカ学派の彼の支持者は、原子を破壊できず永遠なものと考えた。また彼らは原子は裸眼で見ることが出来ないほど小さなもので、一瞬のうちに生成したり消滅したりすると信じた。このインド独自の原子の概念はギリシア-ローマの原子論とは独立に、そして恐らく先行して発展した。インド哲学における原子論は、個人的な経験や実験ではなく純粋な論理に基づくものとして、非常に抽象的、包括的な概念であった。
作家のDilip M. Salwiは、「カナーダのスートラ（経文）を分析すると、彼の原子論は後にギリシアのレウキッポスやデモクリトスが考えたものよりも遙かに進んでいることが分かる」と述べている。